# Eugène Paul
Pour les articles homonymes, voir Paul et Eugene Paul.
Eugène Paul, dit Gen Paul, né le 2 juillet 1895 à Paris et mort le 30 avril 1975 dans la même ville, est un peintre, dessinateur, graveur au burin et lithographe expressionniste français.
Ami de Louis-Ferdinand Céline, Gen Paul est un autodidacte, parfois qualifié de façon réductrice de « peintre de Montmartre ». Il fut initié à la gravure par Eugène Delâtre.
Gen Paul a peint ses premières toiles entre 1919 et 1924 sous le pseudonyme de Paul Trelade.

## Biographie

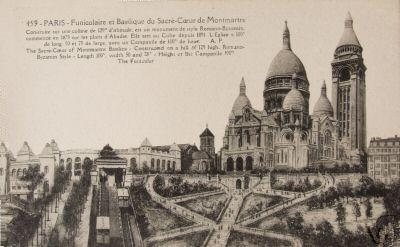
La butte Montmartre, vers 1901.

Eugène Paul naît dans une maison de Montmartre, au 96, rue Lepic, laquelle a vu passer de nombreux artistes, et pratique dès son jeune âge le dessin et la peinture. Sa mère est brodeuse et son père, qui est musicien de cabaret, meurt alors qu'il n'a que dix ans.
Gen Paul est d'abord formé pour construire des meubles décoratifs.
La Première Guerre mondiale éclate et il doit se résigner à s'engager sous la pression patriotique parisienne. Après une première blessure, il est gravement touché et perd une jambe. Rétabli de l'amputation et de ses dix-huit mois de mobilisation et combat, il se remet à peindre et devient ami, au Bateau-Lavoir, de Juan Gris, qui l'aidera beaucoup. Il sera également proche d'autres artistes comme Leprin ou Franck-Will.
Il est nommé chevalier de la Légion d'honneur le 20 octobre 1934.
Durant la Seconde Guerre mondiale, Gen Paul est proche d'Otto Abetz et des milieux collaborationnistes et antisémites, mais il échappe à l'épuration à la fin de la guerre.

## Influences
Ses premières œuvres semblent refléter de nombreuses influences croisées, dont celles de ses amis de Montmartre : Maurice de Vlaminck, Maurice Utrillo et Frank-Will, mais il développe rapidement une personnalité teintée d'un expressionnisme qui reflète des influences aussi variées que celles de Toulouse-Lautrec, Vincent van Gogh, Paul Cézanne, et avant eux Goya, Diego Vélasquez, El Greco, influences que l'on retrouve à cette époque chez son ami Henri-Martin Lamotte. Les influences cubistes de Juan Gris, Pablo Picasso et Fernand Léger se sentent dans certaines œuvres, alors que nombre de ses gravures de paysages urbains sont beaucoup plus « réalistes ».
Pendant l'entre-deux-guerres, de 1925 à 1929, alors que le peintre cherche à dépasser son handicap physique et le souvenir des horreurs de la guerre, il produit plusieurs de ses peintures réputées les meilleures. Elles sont caractérisées par le mouvement créé par le geste de pinceau, l'audace des compositions empreintes de vues forcées, de diagonales, zébrures et zigzags, juxtaposant des motifs colorés abstraits à des parties réalistes.
Contrairement à d'autres expressionnistes de ce temps, tels que Chaïm Soutine et Georges Rouault, et contrairement aux expressionnistes allemands, plus sombres, qui semblent déjà annoncer la Seconde Guerre mondiale, les œuvres de Gen Paul semblent gaies et pleines d'optimisme, nourries d'une passion pour la vie et d'un intérêt pour la simplicité de la vie quotidienne.
Par le dynamisme et le mouvement présents dans ses peintures, certains considèrent Gen Paul comme le précurseur des formes de l'Expressionnisme abstrait des années 1950.
Gen Paul meurt à l'hôpital de la Pitié-Salpêtrière à Paris, le 30 avril 1975.

## Carrière

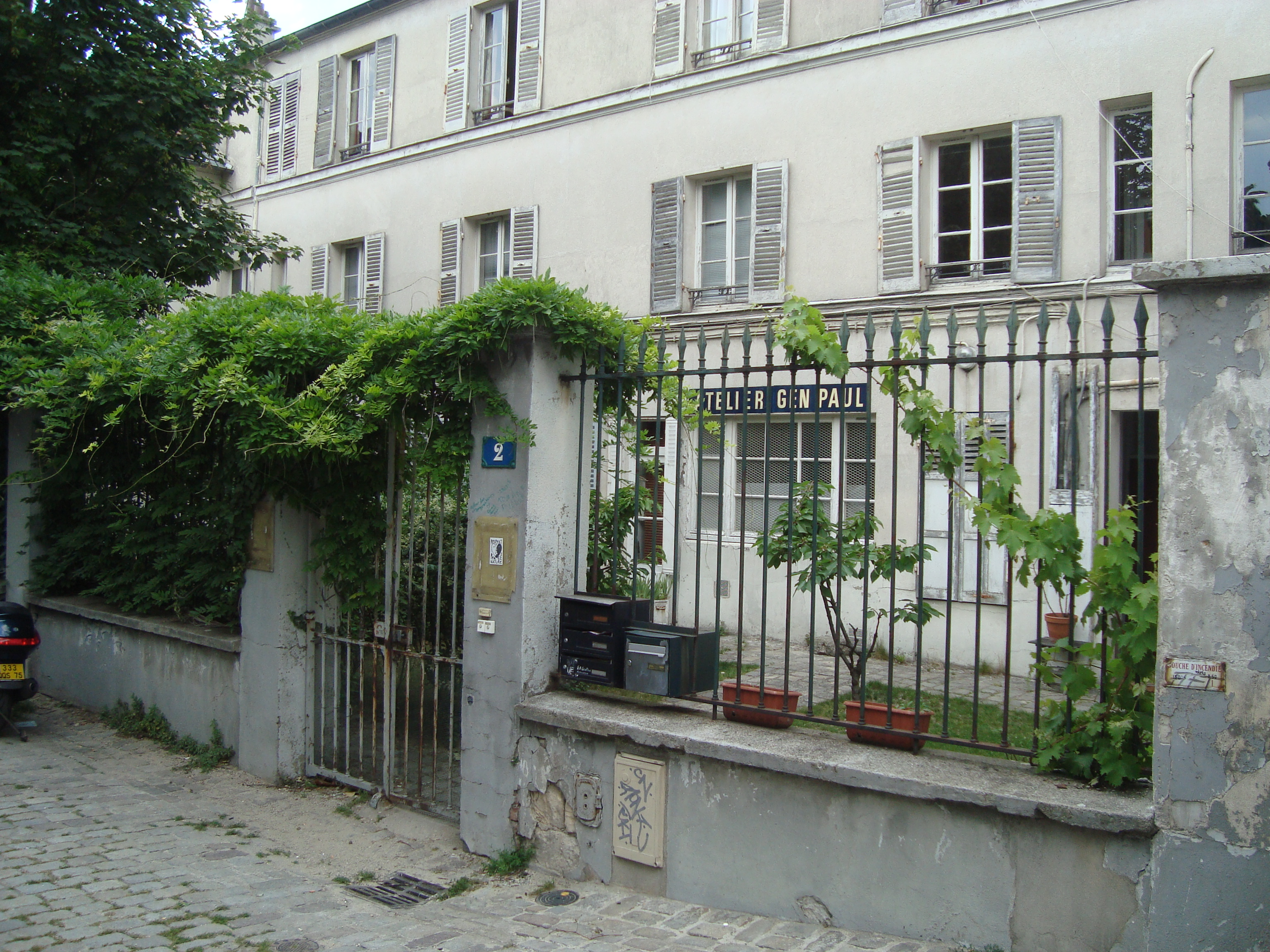
Atelier Gen-Paul dans l'avenue Junot, ancienne impasse Girardon.

Sa première peinture à l'huile, un Moulin de la Galette vu de sa fenêtre, date de 1916. Les débuts sont incertains, il peint surtout des vues de Paris à la manière des grands peintres pour satisfaire des commandes.
Gen Paul expose pour la première fois au Salon d'automne et au Salon des indépendants à Paris en 1920, époque à laquelle il compte parmi ses amis Henri-Martin Lamotte, et côtoie Camille Pissarro et le groupe des Partisans. En 1928, ses œuvres sont exposées avec celles de Picasso et de Soutine, qui choquent une partie du public. 
Dans les années 1930, Gen Paul sombre dans l'alcoolisme, aggravant ainsi ses problèmes chroniques de santé. Les peintures de ces années s'en ressentent, deviennent plus sombres, avec une pâte et des traits épais, restent cependant construites avec des couleurs soigneusement choisies, gardant un rythme puissant et du mouvement. En 1934, il est officiellement reconnu pour ses contributions à l'art français et reçoit la Légion d'honneur. En 1937, il est engagé pour peindre une grande fresque pour le Pavillon des vins de France à l'Exposition internationale de Paris.
Des années 1940 à sa mort, Gen Paul retrouve un style pictural qui reprend de nombreux éléments de son travail des années 1920, mais sans jamais retrouver l'innovation, l'émotion et l'expressionnisme des premières époques de sa vie de peintre.
En 1942, Louis-Ferdinand Céline ami de Gen Paul, lui demande d'illustrer pour les éditions Denoël deux de ses romans, Voyage au bout de la nuit (quinze dessins hors texte) et Mort à crédit (seize dessins hors texte). En 1974, Gen Paul réhausse à la gouache quelques rares exemplaires originaux. Il peint également le portrait de Ferdinand Bardamu, héros du Voyage au bout de la nuit et double de Louis-Ferdinand Céline.
En 1952, la galerie Drouant et David organise une rétrospective de ses œuvres peintes à l’huile et la galerie du Cirque expose une trentaine de gouaches.
Outre nombre de scènes de son quartier de Montmartre et de portraits de son ami, le compositeur Darius Milhaud, on connaît de Gen Paul des peintures et dessins faits aux États-Unis, scènes de jazz et musiciens classiques, sujets pour lesquels il manifestait beaucoup d'intérêt.
Un grand nombre de ses œuvres appartient à des collections privées, mais un nombre significatif se trouve dans les musées de France et d'autres pays d'Europe, tels les musées de Berne et de Granville. Le musée d'Art moderne de la ville de Paris conserve dans ses réserves deux grands tableaux de la fin des années 1930.

## Postérité
- Gen Paul est un des personnages du Passe-muraille et d’Avenue Junot, nouvelles  de Marcel Aymé écrites en 1943. Il est également au centre du roman Féerie pour une autre fois (1952) de Louis-Ferdinand Céline qui le dépeint dans le personnage de Jules en peintre-sculpteur cul-de-jatte colérique, obsédé, alcoolique, et jaloux de l'auteur.
- Gen Paul a joué le rôle d'un invité à la sortie de l'église dans le film L'Atalante (1934) de Jean Vigo.
- Il est joué par Raymond Souplex dans l'adaptation cinématographique du Passe-muraille de Marcel Aymé de Jean Boyer, le film Garou-Garou, le passe-muraille en 1951.
- Jean Gabin s'en inspire pour interpréter le rôle du peintre Grangil dans La Traversée de Paris, film de Claude Autant-Lara (1956)[8].
- Ses portraits de Django Reinhardt et Sidney Bechet, dont il était l'ami, ont illustré des couvertures de leurs albums[9].
- Gen Paul fut l'invité de Jacques Chancel dans son émission Radioscopie sur France Inter en 1970[10].

## Expositions

### Expositions personnelles
- 1926 : Galerie Bing, Paris[11].
- Décembre 1928 : Galerie Bing[12],[13].
- 1952 : galerie Drouant-David, Paris[2].
- 1970 : galerie Ferrero, Genève.
- 1974 : Gen Paul - Rétrospective, Petit Palais, Genève[11].
- 1975 : galerie des Chaudronniers.
- 1978 : galerie Pittiglio.
- 1979 : galerie Paul Lebar.
- octobre-novembre 1986 : musée de Montmartre. Commissaire d'exposition André Roussard.
- 1986 : galerie Roussard.
- 1987 :
  - galerie Apesteguy ;
  - mairie des Lilas ;
  - galerie Pittiglio.
- 1990 : galerie Roussard.
- 1992 : galerie du Collège royal de Beaumont.
- 1993 : galerie Roussard.
- juillet-octobre 1993 : Gen Paul - Rétrospective, musée des Beaux-Arts de Menton[14].
- 1995 : galerie Roussard.
- 1995 : musée du Petit Palais à Genève.
- 1995 : Exposition du centenaire de la naissance de Gen Paul, couvent des Cordeliers, Paris[11].
- 1995 : Gen Paul - Le centenaire, musée de Montmartre, Paris.
- 1996 : galerie Roussard.
- 1997 : galerie Roussard.
- 1998 : galerie Roussard.
- 1998-1999 : Hôtel Splügenschloss, Zurich.
- 1999 : galerie Roussard.
- 2000 : Wally Findlay Galerie, New-York. En collaboration avec la galerie Roussard.
- 2000 : galerie Sourillan.
- 2000 : galerie Roussard.
- 2002 : galerie Roussard.
- 2004 : Mainau.
- 2004 : Mesocco.
- 2006 : galerie Roussard.
- 2008 : galerie Roussard.
- 2010 : galerie Roussard.
- octobre-décembre 2010 : Gen Paul - 1925 à 1929, galerie de la Béraudière, Bruxelles[15].
- 2012 : Gen Paul : Pre-War/Post-War, galerie Roussard[16].
- mai-juin 2014 : Gen Paul intime, galerie Roussard.
- novembre-décembre 2015 : Gen Paul - Le Davaine, galerie Roussard[17].

### Expositions collectives
- À partir de 1920 : Salon d'automne et Salon des indépendants, Paris[2].
- 1937 : Exposition universelle, Paris, fresque aux cent personnages pour le palais du vin[13].
- Juin-octobre 1990 : Trésors du Petit Palais de Genève - De Renoir à Kisling, palais de la Bourse, Chambre de commerce et d'industrie de Marseille.
- 2002 : Modigliani i l'Escola de Paris, organisée par Christian Parisot, à la Fundacio Caixa de Gérone, puis à Bari et enfin à la Fundacio Vila Casas de Barcelone.
- 2011 : Espace Art et Liberté, Charenton.
- 2011 : Modigliani et les artistes de Montmartre et de Montparnasse, Taiwan.
- Mai-août 2014 : Autour du Bateau-Lavoir - Des artistes à Montmartre et la Méditerranée, musée Regards de Provence, Marseille[18].
- Septembre 2016 - février 2017 : Le peintre et l'intime, musée Daubigny, Auvers-sur-Oise[19].
- Octobre 2018 - janvier 2019 : Artistes à Montmartre - Lieux et ateliers mythiques, musée de Montmartre, Paris[20].
- Mai-juin 2019 : Peintres de Montmartre : Gen Paul, André Utter, Edmond Heuzé, Lucien Genin, Suzanne Valadon, Maurice Utrillo, espace culturel Maurice-Utrillo, Pierrefitte.

## Réception critique
- « Qu'on imagine un Boldini se mettant à l'école de Soutine, voilà Gen Paul. » - François Fosca[12]
- « Guitaristes, violonistes, trombones, pistons, solistes, toutes ses figures de musiciens expriment la frénétique ou séraphique extase de jouer pour le seul plaisir des airs syncopés de jazz ou des rengaines fleuries de fêtes foraines qu'il conduit magistralement de la baguette comme de la brosse et du couteau. » - Francis Carco[21]
- « Auteur de paysages, de portraits et d'un très grand nombre de compositions dans lesquelles il cherche à rendre le mouvement sous ses multiples aspects (animation des rues de Paris, des fêtes foraines, des gares, des courses hippiques, des musiciens en train de jouer), Gen Paul a très tôt affirmé une vigoureuse personnalité qui s'impose avant tout par une exubérance et un dynamisme peu communs. C'est du reste à la facture violente de son œuvre, à l'élan déchiqueté des couleurs qu'il doit sa réputation de novateur, alors que ses thèmes restent attachés à l'observation de la vie la plus quotidienne. » - Les Muses, encyclopédie des arts[22]
- « La production de Gen Paul, qui fut avec ses amis Marcel Aymé et Louis-Ferdinand Céline l'une des grandes figures de la butte Montmartre, est considérable... Mais il a signé, en général avant 1940, quelques chefs-d'œuvre bouleversants qui le situent parmi les meilleurs expressionnistes français. Il montre alors dans ses portraits de musicien des virulences pathétiques et tourmentées dignes de Soutine. » - Gérald Schurr[14]
- « Il y a des peintres qui figent une impression fugitive, Gen Paul, lui, capture non pas un instant, mais plusieurs, et les fait jouer les uns avec les autres. Son thème privilégié, c'est le mouvement, d'où la fréquence dans l'ensemble de sa production des courses de chevaux, courses cyclistes, musiciens en action, animation de la foule dans les rues de Paris. L'art de Gen Paul n'a rien de pacifique. Il n'est pas de ceux qui bénissent l'existence. Même lorsqu'il peint une jeune femme au repos, un vase de fleurs, il disloque les contours, fracture, torture les formes. Le feu qui brûle dans ses tableaux, loin d'anéantir le visible, le porte à l'incandescence. » - Dictionnaire Bénézit[2].
- « Gen Paul ne s'était pas borné à peindre un seul chef-d'œuvre ayant comme sujet le Moulin Rouge. Il l'avait utilisé des centaines de fois. Il peignait grâce aux vieux tubes de couleurs et aux toiles que son ami Juan Gris lui passait. Une cigarette au bec, un verre de pinard en main, il couchait sur ses tableaux un art qu'il faut définir d'"expressionnisme en mouvement". Du rythme, de l'émotion, de grandes lignes puissantes qui se retrouvent ou s'éloignent, c'est ça, l'art de Gen Paul, cet homme marginal et provocateur, "le dernier des ravageurs" comme il disait... Ses Moulin Rouge, encore qu'ils ne montrent pas les danseuses, qu'il exécuta jusqu'à ses derniers jours, nous font ressentir les tourbillons du cancan, la fête des bals populaires, le goût pour la musique que le peintre a toujours su cultiver. C'était comme si les ailes du Moulin scandaient les battements de son cœur, c'était comme si la couleur rouge de la tourelle était celle de son sang. Et peut-être que c'était vraiment ainsi : ses parents ne s'étaient-ils pas connus et aimés au Moulin Rouge ? » - Francesco Rapazzini[23]

## Collections publiques

### France
- Musée d'Art moderne Richard-Anacréon, Granville :
  - L'écuyère[24].
  - Le violoniste en rouge, avant 1939.
- Musée Eugène-Boudin de Honfleur.
- Musée des Beaux-Arts de Menton, Poissons, 1927[11].
- Département des estampes et de la photographie de la Bibliothèque nationale de France, Paris, neuf eaux-fortes[25]..
- Musée national d'art moderne, Paris, Le guitariste, 1936[11].
- Petit Palais, Paris, Le guitariste, huile sur toile 100x73cm (donation Maurice Girardin)[26].
- Lieu d'art et action contemporaine, Dunkerque, Don Quichotte, 1962

### Royaume-Uni
- Warrington Museum and Art Gallery (en), Warrington, Fleurs dans un vase[27].

### Suisse
- Musée des Beaux-Arts de Berne[2].
- Petit Palais, Genève[11] :
  - Portrait de Monsieur Berthet-Leleux, 1926.
  - Le vieux clown, 1928.

## Collections privées
- Charles Aznavour[9].
- Michou[28].
- Tino Rossi[29].
- Gérald Schurr, Portrait de Louis Aragon, encre et lavis[30].